# بوهرن اند د کلوب آو گور
بُهرِن اند د کلوب آو گُور (آلمانی: Bohren & der Club of Gore) گروه موسیقی آلمانی است که سال ۱۹۹۲ در مولهایم آن در رور شکل گرفت. آثار آرام و تیره‌وتار این گروه در سبک امبینت/جاز جای می‌گیرد.